# Michael Nyqvist
Michael Nyqvist (Stockholm, 1960. november 8. – Stockholm, 2017. június 27.) svéd színész.
Többek között olyan sikeres filmekben játszott, mint A tetovált lány (2009), a Mission: Impossible – Fantom protokoll (2011) vagy a John Wick (2014).

## Élete és pályafutása
Rolf Åke Mikael Nyqvist 1960. november 8-án született Stockholmban, svéd anya és olasz apa fiaként. Kisgyermekként árvaházból fogadták örökbe. 17 éves korában Nyqvist középiskolájának felső tagozatát cserediákként töltötte a Nebraskai Omahában. Ott tanult első színészi óráján, és egy kis szerepet játszott az iskola Arthur Miller által készített „Eladó halála” című produkciójában. Visszatért Svédországba, és a balettiskolába iratkozott, de egy év után feladta. Egy volt barátnője azt javasolta, próbálja ki a színházat, és 24 éves korában felvették a Malmö Színházi Akadémiára.

## Magánélete
Nyqvist a Just After Dreaming (svéd cím: När barnet lagt sig) című önéletrajzi regényében írta le gyermekkorát és felnőttként a biológiai szülei felkutatását.
Első felesége Pinita Rodriguez pszichológus volt, 1990-1994 között. 1998-ban feleségül vette Catharina Ehrnrooth finn díszlettervezőt. Két gyermeke van: Ellen (1990-) az első és Arthur (1996-) a második házasságából.

## Halála

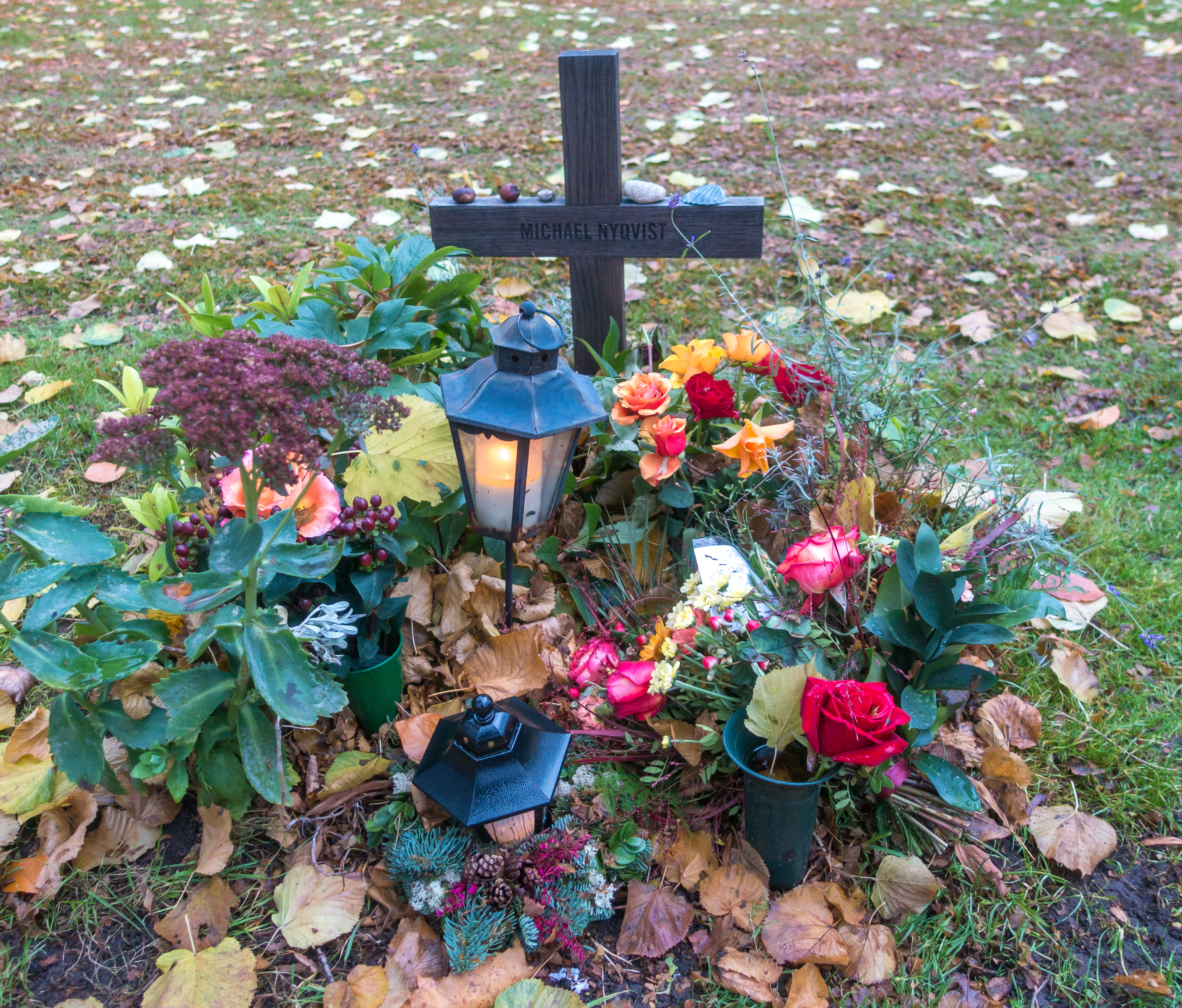
Nyqvist sírja a Katarina temetőben 2020 novemberében

2017. június 27-én tüdőrákban halt meg Stockholmban. 56 éves volt.
Halála után, felesége kezdeményezésére, emlékalapítvány jött létre melynek célja, hogy minden évben olyan színészeket vagy intézményeket jutalmazzon, amelyek Michael Nyqvist szellemiségében dolgoznak. Az első díjátadó ünnepségre 2018-ban került sor.

## Filmográfia

### Film
| Év   | Magyar cím                             | Eredeti cím                          | Szerep                      | Magyar hang      |
| ---- | -------------------------------------- | ------------------------------------ | --------------------------- | ---------------- |
| 1987 |                                        | Jim & Piraterna Blom                 | ismeretlen szerep           |                  |
| 1996 | Jeruzsálem                             | Jerusalem                            | ács                         |                  |
| 1996 | Ilyen az élet                          | Sånt är livet                        | Kalle Andersson             |                  |
| 1997 |                                        | Tic Tac                              | Vinni                       |                  |
| 1998 |                                        | Nightwalk (rövidfilm)                | A férfi                     |                  |
| 1998 |                                        | Veranda för en tenor                 | Regissören                  |                  |
| 1999 |                                        | Vägen ut                             | Diego                       |                  |
| 2000 |                                        | 10:10 (rövidfilm)                    | Magnus                      |                  |
| 2000 | Együtt                                 | Tillsammans                          | Rolf                        |                  |
| 2000 |                                        | Hjärta av sten                       | Lev                         |                  |
| 2001 |                                        | Hans och hennes                      | doktor                      |                  |
| 2001 |                                        | Hem ljuva hem                        | Kent                        |                  |
| 2002 | A szomszéd fiú a sírban                | Grabben i graven bredvid             | Benny Söderström            |                  |
| 2002 |                                        | Bäst i Sverige!                      | Giuseppe                    |                  |
| 2003 |                                        | Föräldramötet (rövidfilm)            | Ulf                         |                  |
| 2003 |                                        | Smala Sussie                         | Mörka Rösten                |                  |
| 2003 |                                        | Detaljer                             | Erik                        |                  |
| 2004 |                                        | London Voodoo                        | Magnus                      |                  |
| 2004 | Nappal és éjjel                        | Dag och natt                         | Jacob                       |                  |
| 2004 | Hétköznapi mennyország                 | Så som i himmelen                    | Daniel Daréus               | Csankó Zoltán    |
| 2005 |                                        | Skuggvärld (rövidfilm)               | Henrik                      |                  |
| 2005 |                                        | Naboer                               | Åke                         |                  |
| 2005 | Az anyukám                             | Den bästa av mödrar                  | Hjalmar Jönsson             |                  |
| 2005 |                                        | Bang Bang Orangutang                 | Sven Blomberg               |                  |
| 2006 |                                        | Sök                                  | Janne                       |                  |
| 2006 |                                        | White Man's Blues (rövidfilm)        | Jonas                       |                  |
| 2006 | Hirtelen                               | Underbara älskade                    | Lasse                       |                  |
| 2007 | Éliás és a hajókirály                  | Elias og kongeskipet                 | Joviale (hangja)            |                  |
| 2007 |                                        | The Black Pimpernel                  | Harald Edelstam             |                  |
| 2007 | Arn, a templomos lovag                 | Arn – The Knight Templar             | Magnus Folkesson            |                  |
| 2008 |                                        | Kautokeino-opprøret                  | Lars Levi Laestadius        |                  |
| 2008 | Ölelj meg és ölj                       | Downloading Nancy                    | Stan                        | Rosta Sándor     |
| 2008 |                                        | Iskariot                             | Masen                       |                  |
| 2009 | A tetovált lány                        | Män som hatar kvinnor                | Mikael Blomkvist            | Epres Attila     |
| 2009 | A lány, aki a tűzzel játszik           | Flickan som lekte med elden          | Mikael Blomkvist            | Epres Attila     |
| 2009 | Esküvői fotós                          | Bröllopsfotografen                   | színpadi színész            |                  |
| 2009 | A kártyavár összedől                   | Luftslottet som sprängdes            | Mikael Blomkvist            | Epres Attila     |
| 2010 |                                        | Kvinden der drømte om en mand        | Johan                       |                  |
| 2010 |                                        | Änglavakt                            | Ernst                       |                  |
| 2011 | Elhurcolva                             | Abduction                            | Nikola Kozlow               | Epres Attila     |
| 2011 | Mission: Impossible – Fantom protokoll | Mission: Impossible – Ghost Protocol | Kurt Hendricks              | Epres Attila     |
| 2012 | Lekapcsolódás                          | Disconnect                           | Stephen Schumacher          | Rosta Sándor     |
| 2013 | Az Európa-rejtély                      | Europa Report                        | Andrei Blok                 | Berzsenyi Zoltán |
| 2013 |                                        | The Girl from Nagasaki               | Lars atya                   |                  |
| 2014 | Éjjelek és nappalok                    | Days and Nights                      | Johan                       | Csuja Imre       |
| 2014 |                                        | La ritournelle                       | Jesper                      |                  |
| 2014 |                                        | Min så kallade pappa                 | Martin Sandahl              |                  |
| 2014 | John Wick                              | John Wick                            | Viggo Tarasov               | Epres Attila     |
| 2015 | A lánykirály                           | The Girl King                        | Axel Gustafsson Oxenstierna | Epres Attila     |
| 2015 | A kolónia                              | Colonia                              | Paul Schäfer                | Epres Attila     |
| 2015 | A lány története                       | The Girl in the Book                 | Milan Daneker               | Csankó Zoltán    |
| 2016 |                                        | Frank & Lola                         | Alan Larsson                |                  |
| 2016 |                                        | Den allvarsamma leken                | Markel                      |                  |
| 2016 | Behálózva                              | I.T.                                 | Henrik                      | Rosta Sándor     |
| 2017 |                                        | Du forsvinder                        | Bernard Berman              |                  |
| 2018 | A Hunter Killer küldetés               | Hunter Killer                        | Andropov kapitány           | Csankó Zoltán    |
| 2018 | Kurszk                                 | Kursk                                | Nesterov                    | Epres Attila     |
| 2019 |                                        | A Hidden Life                        | Fliesser püspök             |                  |

## Fordítás
- Ez a szócikk részben vagy egészben  a   Michael Nyqvist című angol Wikipédia-szócikk ezen változatának fordításán alapul.  Az eredeti cikk szerkesztőit annak laptörténete sorolja fel. Ez a jelzés csupán a megfogalmazás eredetét és a szerzői jogokat jelzi, nem szolgál a cikkben szereplő információk forrásmegjelöléseként.